# Władimir Proskurin
Władimir Grigorjewicz Proskurin, ros. Владимир Григорьевич Проскурин (ur. 24 stycznia 1945 w Woroneżu, Rosyjska FSRR, ZSRR, zm. 19 lipca 2020) – rosyjski piłkarz, grający na pozycji napastnika, trener piłkarski.

## Kariera piłkarska

### Kariera klubowa
Wychowanek Szkoły Piłkarskiej Trud Woroneż. W 1963 rozpoczął karierę piłkarską w miejscowym klubie Eniergija Woroneż, skąd w następnym roku przeszedł do Truda Woroneż. Jako student Państwowego Instytutu Pedagogicznego w Woroneżu był zwolniony z poboru na czas nauki, ale w 1969 roku zgłosił się z własnej inicjatywy na ochotnika i został piłkarzem wojskowego klubu SKA Rostów nad Donem. A wcześniej miał zaproszenia od innych zespołów z ligi najwyższej - Zenit Leningrad i Krylja Sowietow Kujbyszew. W 1969 razem z Osianinym i Cherchadzem został najlepszym strzelcem mistrzostw ZSRR (choć uczciwość tego osiągnięcia przez niektórych badaczy kwestionowane). Wiosną 1970 otrzymał zaproszenie do moskiewskiego Torpeda. Mając nadzieję na uzyskanie mieszkania w Rostowie, zrezygnował z przejścia. W sierpniu 1970, nie mając dalej mieszkania w Rostowie, przyjął zaproszenie przewodniczącego towarzystwa "Spartak" Nikołaja Starostina i przeniósł się do Spartaka Moskwa. Rozegrał w zespole tylko 7 gier w mistrzostwach. Przebywając na weekendzie w rodzimym Woroneżu, poślizgnął się w wannie i zranił nogę. Klub postanowił, że szkoda została spowodowana przez Proskurina, który był wtedy pod wpływem alkoholu, dlatego zrezygnował z jego usług. Kiedy wyleczył uraz, to powrócił do rodzimego Trud Woroneż, gdzie grał do 1978 roku, choć miał zaproszenia do wyszczoligowych klubów takich, jak Lokomotiw Moskwa, Zenit Leningrad, Szachtar Donieck i Zoria Ługańsk. W sumie w Mistrzostwach strzelił 242 goli. Po sezonie 1978 zakończył swoją karierę piłkarską.

## Kariera trenerska
Po zakończeniu kariery piłkarskiej rozpoczął pracę trenerską. Najpierw od 1980 do maja 1981 pomagał trenować Fakieł Woroneż, a potem od czerwca do grudnia 1981 samodzielnie prowadził woroneski klub. W latach 1982–1983 trenował amatorski zespół Strieła Woroneż. Od 1984 do 1991 roku pracował na stanowisku trenera Średniej Szkoły Zawodowej Nr 10 w Woroneżu Rady Regionalnej Stowarzyszenia "Trudowyje Riezierwy", w 1991 jako przewodniczący Federacji Futbolu miasta Woroneż. Od grudnia 1991 r. do czerwca 1994 główny trener Irgiz Bałakowo. Od 1996 na stanowisku dyrektora wykonawczego Woroneskiego Regionu Międzyregionalnego Stowarzyszenia "Czarnoziemie", od 1997 r. - wiceprezes Międzyregionalnego Stowarzyszenia "Czarnoziemie". Pracował jako inspektor meczów.

## Sukcesy i odznaczenia

### Sukcesy klubowe
- brązowy medalista Mistrzostw ZSRR: 1970
- finalista Pucharu ZSRR: 1969

### Sukcesy indywidualne
- król strzelców Mistrzostw ZSRR: 1969 (16 goli)

### Odznaczenia
- tytuł Mistrza Sportu ZSRR